# Miguel Martínez (actor)
Miguel Francisco Martínez (Guasave, Sinaloa; 15 de febrero de 1991) es un actor y cantante mexicano.

## Filmografía
| Año       | Título                             | Personaje                          | Notas                                               |
| --------- | ---------------------------------- | ---------------------------------- | --------------------------------------------------- |
| 2002-2003 | Código F.A.M.A.                    | Él mismo                           | Ganador (temp. 1)                                   |
| 2003-2004 | Alegrijes y rebujos                | Alfonso Pascual "Alcachofa"        | Rol principal                                       |
| 2004-2005 | Misión S.O.S                       | Rodrigo Guerra                     | Rol principal                                       |
| 2005      | Celebremos México: Para amarte más | Él mismo                           | Programa especial                                   |
| 2005      | La energía de Sonric'slandia       | Él mismo                           | Episodio: "Navidad" (Temporada 1, Capítulo 26)      |
| 2005      | Barrera de amor                    | Andrés Romero (puberto)            | Rol recurrente                                      |
| 2009-2010 | Atrévete a soñar                   | Francisco                          | Rol recurrente                                      |
| 2008-2017 | La rosa de Guadalupe               | Varios personajes                  | 11 episodios                                        |
| 2014      | Quiero amarte                      | Tadeo                              | Rol recurrente                                      |
| 2014-2015 | Hasta el fin del mundo             | Lucas Cavazos                      | Rol principal                                       |
| 2015-2016 | Simplemente María                  | Fabián Garza Treviño               | Rol recurrente                                      |
| 2018      | Hijas de la luna                   | Todoelmundo / Egidio               | Rol recurrente                                      |
| 2020-2021 | La mexicana y el güero             | Ignacio "Nacho" Santoyo de la Mora | Rol principal                                       |
| 2021      | Vencer el pasado                   | Erik Sánchez Vidal                 | Rol principal                                       |
| 2022      | Hoy                                | El mismo                           | Concursante, sección: «Las estrellas bailan en Hoy» |
| 2022      | Vencer la ausencia                 | Erik Sánchez Vidal                 | Rol principal                                       |
| 2022      | Mira quien baila                   | El mismo                           | Concursante                                         |
| 2023      | Reto 4 elementos                   | El mismo                           | Concursante                                         |
| 2024-2025 | Papás por conveniencia             | Luciano "Chano" Camorro            | Rol principal                                       |

## Discografía
- La chica de mis sueños (2004)